# Martín del Barco Centenera
Martín del Barco Centenera (Logrosán, Cáceres, 1535 - ¿1602?), fue un clérigo español de origen extremeño que participó activamente en la conquista y colonización de la región del Río de la Plata.
Se le recuerda especialmente por ser el autor del "poema histórico" (como el mismo lo denomina) Argentina y conquista del Río de la Plata con otros acaecimientos de los reinos del Perú, Tucumán y el Estado del Brasil, en el cual aparece por primera vez el topónimo "Argentina" para denominar a esta región.

## Biografía
Hombre de la Iglesia y poeta, Martín del Barco Centenera nació en Logrosán (Cáceres) en 1535. Hijo de labradores ricos, fue un estudiante aplicado que quiso hacer carrera en la Iglesia y marchó a Salamanca para prepararse convenientemente. Obtuvo el título de licenciado en teología; así al menos lo afirma Hernando de Montalvo, al declarar en una Información de 1593 que vio el título dos o tres veces, aunque no queda constancia en los registros de la universidad española. Inducido por el pensamiento misionero lascasiano y llevado de su curiosidad emotiva, quiso conocer la realidad conquistadora y las tribulaciones indígenas en su ambiente natural; en Madrid consiguió el nombramiento de Arcediano de la Catedral de Asunción en el Paraguay y se embarcó para América como capellán en la armada del Adelantado del Río de la Plata Juan Ortiz de Zárate "con criados, bien tratado y como hombre de lustre". Tras casi dos años de navegación, llegó a la cuenca del Río de Plata a finales de 1573. Organizado el alojamiento de la gente y acomodado el campamento, marchó a la ciudad de Asunción, hoy capital de la República del Paraguay.

### Conquistador de almas
Acompañó la expedición del capitán Ruy Díaz Melgarejo para asistir espiritualmente a la tropa y empuñar las armas cuando era necesario defenderse de los ataques indígenas. Aprendió el guaraní y, empezando por la isla de Martín García, intervino en varias expediciones de exploración y en la conversión de numerosos indígenas; cuando murió el Adelantado Ortiz de Zárate en 1576 y fue reemplazado interinamente por Diego de Mendieta, dejó este cargo, al parecer porque entre Mendieta y Martín del Barco existía cierta tirantez nacida de viejas rencillas o malentendidos (le procesaron como conspirador el primer año de gobierno rioplatense de Mendieta, en 1576). Del Barco no quiso continuar prestando su asistencia espiritual a las tropas y pasó a la diócesis de Chuquisaca, donde gobernaba su viejo amigo el obispo Granero de Ávalos, al que conoció en Extremadura cuando estuvo en Plasencia (Cáceres). Granero de Ávalos lo nombró capellán de la Real Audiencia de Charcas y, posteriormente, vicario de la zona de Potosí, y se radicó en Porco.

### Concilio limense
Promovidos por el arzobispo de Lima fray Jerónimo de Loayza, se celebraron los dos primeros concilios limenses en 1551 y 1567 y, como fray Jerónimo falleció en 1575, su sucesor en la silla arzobispal fray Toribio de Mogrovejo convocó el tercero en 1582. Acompañando a su amigo, el obispo Granero de Ávalos, Martín del Barco asistió como secretario a este concilio y, durante su celebración tuvo diferencias de criterio y hasta enfrentamientos con fray Toribio de Mogrovejo, en el sentido de que tomó partido por los que defendían suavizar ciertos aspectos de la disciplina eclesiástica. Cuando terminó el concilio fue nombrado comisario del Santo Oficio en Cochabamba además de ocupar el cargo de vicario en Chuquisaca gracias a su amigo el obispo Granero de Ávalos. Ayudó activamente a sofocar un levantamiento de mestizos que debió estallar en Asunción simultáneamente con el de Santa Fe.

### Proceso por conducta

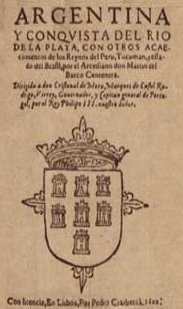
Portada de la primera edición del poema La Argentina de Martín del Barco Centenera, 1602.

Su comportamiento en Cochabamba dejó al parecer bastante que desear. Fue acusado y condenado con la privación de su oficio inquisitorial por el visitador Dr. Juan Ruiz de Prado el 14 de agosto de 1590. Los cargos fueron haber publicado bandos en Oropesa y Cochabamba, tratando a sus vecinos de judíos y moros, y haber ejercido venganza contra sus enemigos personales mediante aplicación de la autoridad inquisitorial que le confería su cargo. Y, además de ser acusado de esos bandos infamantes, sumó otros cargos por haber sido visto ebrio, por dedicarse al comercio, por haber mantenido relaciones ilícitas en Lima y por vivir amancebado con una mujer casada. El expediente se firmó en Lima por los testigos Lamberto Polanco, Francisco Rosel y Juan Sarabia ante el escribano Juan Martínez de Mecolaeta.
Se le impusieron 250 pesos de multa y se le inhabilitó para ejercer cargos del Santo Oficio. La sentencia se encuentra en el Archivo Histórico Nacional de España (Inquisición, leg. 1640, exp. 2). Regresó a Asunción, donde ejerció el gobierno de la Iglesia por breve tiempo. Designado procurador de Buenos Aires ante la Corte de 1594, regresó definitivamente a España.

### Estancia en Portugal y composición de su epopeya
Se estableció en Lisboa (Portugal) como capellán del virrey don Cristóbal de Moura, marqués de Ciudad Rodrigo. Allí publicó su poema La Argentina (1602) y murió poco después. El mérito poético de este poema heroico es escaso, como el de la mayoría de las epopeyas americanas compuestas en esta época, salvo La Araucana, de Alonso de Ercilla, que, de todas formas, es bastante anterior; sin embargo, su valor histórico y documental es considerable. Se describe casi un cuarto de siglo de esfuerzos españoles para colonizar aquello que con el tiempo sería la actual Argentina y sus tierras limítrofes en que fue testigo presencial y, por tanto, viene a llenar un vacío considerable en el conocimiento de la historia de ese periodo, de otra forma peor conocida. Alude además a las piraterías de Francis Drake y Thomas Cavendish y a los acontecimientos de importancia durante el gobierno del virrey Toledo en Perú. Varios de los violentos terremotos de la época también se mencionan y describen, aunque no siempre con exactitud en cuanto a fechas.

## Obras
- La Argentina y Conquista del Río de la Plata: con otros acaecimientos de los reynos del Perú, Tucumán, y estado del Brasil, Lisboa: Pedro Crasbeeck, 1602.